# Oscarverleihung 1987
Übersicht aller ausgezeichneten Filme

◄◄ | ◄ | 1983 | 1984 | 1985 | 1986 | Oscarverleihung 1987 | 1988 | 1989 | 1990 | 1991 | ► | ►►

Weitere Ereignisse
Die Oscarverleihung 1987 fand am 31. März 1987 im Dorothy Chandler Pavilion in Los Angeles statt. Es waren die 59th Annual Academy Awards. Im Jahr der Auszeichnung werden immer Filme des vergangenen Jahres ausgezeichnet, in diesem Fall also die Filme des Jahres 1986.

## Moderation
Chevy Chase, Goldie Hawn und Paul Hogan führten als Moderatoren durch die Oscarverleihung. Die Präsentatoren der Kandidaten sind bei den jeweiligen Kategorien weiter unten aufgeführt.

## Gewinner und Nominierungen
| Film                                         | N | A |
| -------------------------------------------- | - | - |
| Platoon                                      | 8 | 4 |
| Zimmer mit Aussicht                          | 8 | 3 |
| Aliens – Die Rückkehr                        | 7 | 2 |
| Hannah und ihre Schwestern                   | 7 | 3 |
| Mission                                      | 7 | 1 |
| Gottes vergessene Kinder                     | 5 | 1 |
| Die Farbe des Geldes                         | 4 | 1 |
| Star Trek IV: Zurück in die Gegenwart        | 4 | 0 |
| Top Gun – Sie fürchten weder Tod noch Teufel | 4 | 1 |
| Peggy Sue hat geheiratet                     | 3 | 0 |
| Verbrecherische Herzen                       | 3 | 0 |
| Freiwurf                                     | 2 | 0 |
| Der kleine Horrorladen                       | 2 | 0 |
| Salvador                                     | 2 | 0 |
| Um Mitternacht                               | 2 | 1 |

### Bester Film
präsentiert von Dustin Hoffman
Platoon – Arnold Kopelson
Gottes vergessene Kinder (Children of a Lesser God) – Burt Sugarman, Patrick J. Palmer
Hannah und ihre Schwestern (Hannah and Her Sisters) – Robert Greenhut
Mission (The Mission) – Fernando Ghia, David Puttnam
Zimmer mit Aussicht (A Room with a View) – Ismail Merchant

### Beste Regie
präsentiert von Elizabeth Taylor
Oliver Stone – Platoon
Woody Allen – Hannah und ihre Schwestern (Hannah and Her Sisters)
James Ivory – Zimmer mit Aussicht (A Room with a View)
Roland Joffé – Mission (The Mission)
David Lynch – Blue Velvet

### Bester Hauptdarsteller
präsentiert von Bette Davis
Paul Newman – Die Farbe des Geldes (The Color of Money) 
Dexter Gordon – Um Mitternacht (Round Midnight)
Bob Hoskins – Mona Lisa
William Hurt – Gottes vergessene Kinder (Children of a Lesser God)
James Woods – Salvador

### Beste Hauptdarstellerin
präsentiert von William Hurt
Marlee Matlin – Gottes vergessene Kinder (Children of a Lesser God) 
Jane Fonda – Der Morgen danach (The Morning After)
Sissy Spacek – Verbrecherische Herzen (Crimes of the Heart)
Kathleen Turner – Peggy Sue hat geheiratet (Peggy Sue Got Married)
Sigourney Weaver – Aliens – Die Rückkehr (Aliens)

### Bester Nebendarsteller
präsentiert von Jeff Bridges und Sigourney Weaver
Michael Caine – Hannah und ihre Schwestern (Hannah and Her Sisters) 
Tom Berenger – Platoon
Willem Dafoe – Platoon
Denholm Elliott – Zimmer mit Aussicht (A Room with a View)
Dennis Hopper – Freiwurf (Hoosiers)

### Beste Nebendarstellerin
präsentiert von Don Ameche und Anjelica Huston
Dianne Wiest – Hannah und ihre Schwestern (Hannah and Her Sisters) 
Tess Harper – Verbrecherische Herzen (Crimes of the Heart)
Piper Laurie – Gottes vergessene Kinder (Children of a Lesser God)
Mary Elizabeth Mastrantonio – Die Farbe des Geldes (The Color of Money)
Maggie Smith – Zimmer mit Aussicht (A Room with a View)

### Bestes Adaptiertes Drehbuch
präsentiert von Shirley MacLaine
Ruth Prawer Jhabvala – Zimmer mit Aussicht (A Room with a View) 
Hesper Anderson, Mark Medoff – Gottes vergessene Kinder (Children of a Lesser God)
Bruce A. Evans, Raynold Gideon – Stand by Me – Das Geheimnis eines Sommers (Stand by Me)
Beth Henley – Verbrecherische Herzen (Crimes of the Heart)
Richard Price – Die Farbe des Geldes (The Color of Money)

### Bestes Original-Drehbuch
präsentiert von Shirley MacLaine
Woody Allen – Hannah und ihre Schwestern (Hannah and Her Sisters) 
Rick Boyle, Oliver Stone – Salvador
John Cornell, Paul Hogan, Ken Shadie – Crocodile Dundee – Ein Krokodil zum Küssen (Crocodile Dundee)
Hanif Kureishi – Mein wunderbarer Waschsalon (My Beautiful Laundrette)
Oliver Stone – Platoon

### Beste Kamera
präsentiert von Jennifer Jones
Chris Menges – Mission (The Mission) 
Jordan Cronenweth – Peggy Sue hat geheiratet (Peggy Sue Got Married)
Donald Peterman – Star Trek IV: Zurück in die Gegenwart (Star Trek IV: The Voyage Home)
Tony Pierce-Roberts – Zimmer mit Aussicht (A Room with a View)
Robert Richardson – Platoon

### Bestes Szenenbild
präsentiert von Christopher Reeve und Isabella Rossellini
Brian Ackland-Snow, Elio Altramura, Gianni Quaranta, Brian Savegar – Zimmer mit Aussicht (A Room with a View) 
Stuart Craig, Jack Stephens – Mission (The Mission)
Carol Joffe, Stuart Wurtzel – Hannah und ihre Schwestern (Hannah and Her Sisters)
Peter Lamont, Crispian Sallis – Aliens – Die Rückkehr (Aliens)
Boris Leven, Karen O’Hara – Die Farbe des Geldes (The Color of Money)

### Bestes Kostüm-Design
präsentiert von Lauren Bacall
Jenny Beavan, John Bright – Zimmer mit Aussicht (A Room with a View) 
Anna Anni, Maurizio Millenotti – Otello
Anthony Powell – Piraten (Pirates)
Enrico Sabbatini – Mission (The Mission)
Theadora Van Runkle – Peggy Sue hat geheiratet (Peggy Sue Got Married)

### Beste Filmmusik
präsentiert von Bette Midler
Herbie Hancock – Um Mitternacht (Round Midnight) 
Jerry Goldsmith – Freiwurf (Hoosiers)
James Horner – Aliens – Die Rückkehr (Aliens)
Ennio Morricone – Mission (The Mission)
Leonard Rosenman – Star Trek IV: Zurück in die Gegenwart (Star Trek IV: The Voyage Home)
Anmerkung: Die Auszeichnung Hancocks war nicht unumstritten, da der von ihm produzierte Soundtrack lediglich Adaptionen bereits existierender Songs enthielt und keine neuen Kompositionen. So sind als Komponisten der (im Film nicht verwendeten) Originalversionen unter anderem Jazz-Größen wie George Gershwin und Thelonious Monk zu nennen, deren Lieder von Hancock lediglich neu arrangiert und mit einer Band eingespielt wurden. Der Hancock unterlegene Ennio Morricone ging in einem Interview nach der Verleihung sogar so weit, dass er meinte, man habe ihm den Oscar „gestohlen“, welchen er für Mission „definitiv hätte gewinnen müssen“. Der „nur aus bereits existierenden Stücken“ bestehende Soundtrack sei zwar „von Hancock hervorragend arrangiert“, aber mit seiner Arbeit auf Grund der fehlenden Originalität „letztlich nicht vergleichbar“. Tatsächlich ist die englischsprachige Bezeichnung der Kategorie Best Original Score und implizierte bereits zur damaligen Zeit, dass es sich um extra für den jeweiligen Film komponierte Musik handeln müsse (was heute explizit vorgeschrieben wird).

### Bester Song
präsentiert von Bernadette Peters
„Take My Breath Away“ aus Top Gun – Sie fürchten weder Tod noch Teufel (Top Gun) – Giorgio Moroder, Tom Whitlock
„Glory of Love“ aus Karate Kid II – Entscheidung in Okinawa (The Karate Kid, Part II) – Peter Cetera, David Foster
„Life in a Looking Glass“ aus That’s Life! So ist das Leben (That's Life!) – Leslie Bricusse, Henry Mancini
„Mean Green Mother from Outer Space“ aus Der kleine Horrorladen (Little Shop of Horrors) – Howard Ashman, Alan Menken
„Somewhere Out There“ aus Feivel, der Mauswanderer (An American Tail) – James Horner, Barry Mann, Cynthia Weil

### Bester Ton
präsentiert von Marlee Matlin
Charles Grenzbach, Simon Kaye, Richard D. Rogers, John Wilkinson – Platoon
Rick Alexander, Les Fresholtz, Bill Nelson, Vern Poore – Heartbreak Ridge
Gene Cantamessa, David J. Hudson, Mel Metcalfe, Terry Porter – Star Trek IV: Zurück in die Gegenwart (Star Trek IV: The Voyage Home)
Michael A. Carter, Roy Charman, Graham V. Hartstone,  Nicolas Le Messurier – Aliens – Die Rückkehr (Aliens)
William B. Kaplan, Rick Kline, Donald O. Mitchell, Kevin O’Connell – Top Gun – Sie fürchten weder Tod noch Teufel (Top Gun)

### Bester Tonschnitt
präsentiert von Chevy Chase
Don Sharpe – Aliens – Die Rückkehr (Aliens) 
Mark A. Mangini – Star Trek IV: Zurück in die Gegenwart (Star Trek IV: The Voyage Home)
Cecelia Hall, George Watters II – Top Gun – Sie fürchten weder Tod noch Teufel (Top Gun)

### Bester Schnitt
präsentiert von Molly Ringwald
Claire Simpson – Platoon
Jim Clark – Mission (The Mission)
Chris Lebenzon, Billy Weber – Top Gun – Sie fürchten weder Tod noch Teufel (Top Gun)
Ray Lovejoy – Aliens – Die Rückkehr (Aliens)
Susan E. Morse – Hannah und ihre Schwestern (Hannah and Her Sisters)

### Bestes Make-up
präsentiert von Rodney Dangerfield
Stephan Dupuis, Chris Walas – Die Fliege (The Fly) 
Rob Bottin, Peter Robb-King – Legende (Legend)
Michèle Burke, Michael Westmore – Ayla und der Clan des Bären (The Clan of the Cave Bear)

### Visuelle Effekte
präsentiert von Leonard Nimoy und William Shatner
Suzanne M. Benson, John Richardson, Robert Skotak, Stan Winston – Aliens – Die Rückkehr (Aliens) 
John Bruno, Richard Edlund, Bill Neil, Garry Waller – Poltergeist II – Die andere Seite (Poltergeist II: The Other Side)
Lyle Conway, Bran Ferren, Martin Gutteridge – Der kleine Horrorladen (Little Shop of Horrors)

### Bester animierter Kurzfilm
präsentiert von Bugs Bunny und Tom Hanks
Een Griekse tragedie – Linda Van Tulden, Willem Thijssen
The Frog, the Dog, and the Devil – Bob Stenhouse
Die kleine Lampe (Luxo Jr.) – John Lasseter, William Reeves

### Bester Kurzfilm
präsentiert von Sônia Braga und Michael Douglas
Precious Images – Chuck Workman
Exit – Pino Quartullo, Stefano Reali
Love Struck – Fredda Weiss

### Bester Dokumentarfilm
präsentiert von Oprah Winfrey
Artie Shaw: Time Is All You’ve Got – Brigitte Berman

Down and Out in America – Joseph Feury, Milton Justice
Chile: Hasta Cuando? – David Bradbury
Isaac in America: A Journey with Isaac Bashevis Singer – Amram Nowak, Kirk Simon
Witness to Apartheid – Sharon I. Sopher

### Bester Dokumentar-Kurzfilm
präsentiert von Helena Bonham Carter und Matthew Broderick
Women – for America, for the World – Vivienne Verdon-Roe
Debonair Dancers – Alison Nigh-Strelich
The Masters of Disaster – Sonya Friedman
Red Grooms: Sunflower in a Hothouse – Madeline Bell, Tom Neff
Sam – Aaron D. Weisblatt

### Fremdsprachiger Film
präsentiert von Anthony Quinn
Der Anschlag (De Aanslag), Niederlande – Fons Rademakers
38 – Auch das war Wien, Österreich – Wolfgang Glück
Betty Blue – 37,2 Grad am Morgen (37°2 le matin), Frankreich – Jean-Jacques Beineix
Heimat, süße Heimat (Vesnicko má stredisková), Tschechoslowakei – Jiří Menzel
Der Untergang des amerikanischen Imperiums (Le déclin de l’empire américain), Kanada – Denys Arcand

## Ehren-Oscars

### Honorary Award
präsentiert von Karl Malden
- Ralph Bellamy

### Irving G. Thalberg Memorial Award
präsentiert von Richard Dreyfuss
- Steven Spielberg